# خطاب الله آباد

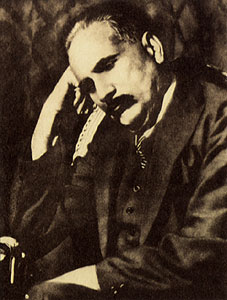
الشاعر محمد إقبال رئيس الرابطة الإسلامية عام 1930، وصاحب خطاب الله آباد.

خطاب الله آباد (بالأردية: خطبہ الہ آباد) هو خطاب ألقاه الباحث والشاعر الهندي البريطاني آنذاك محمد إقبال، وهو أحد أشهر العلماء في تاريخ باكستان، ألقاه خلال الدورة السنوية الخامسة والعشرين لرابطة مسلمي عموم الهند بعد ظهر يوم الاثنين 29 ديسمبر 1930 في الله آباد في الهند البريطانية. حدد إقبال في خطابه رؤية لدولة مستقلة للمقاطعات ذات الأغلبية المسلمة في شمال غرب الهند، وبذلك أصبح أول سياسي يوضح ما سيعرف باسم نظرية الدولتين، وصرح أن المسلمين هم أمة مميزة وبالتالي يستحقون الاستقلال السياسي عن الهند.
علّم إقبال مسلمي الهند كأمة واقترح أنه لن يكون هناك أي احتمال للسلام في البلاد ما لم يتم الاعتراف بهم كأمة لهم نفس الامتيازات التي كانت تعطى للأغلبية الهندوسية. وقال أن الإسلام على عكس المسيحية جاء بـ «مفاهيم تشريعية» مع «العبادات والأخلاقيات» لا يمكن فصلها عن النظام الاجتماعي: «لذلك فإن بناء سياسة على أسس وطنية، وتجاهل مبدأ التضامن الإسلامي، هو ببساطة أمر لا يمكن أن يتصوره المسلم».
وأكد إقبال على رفضه لدمج السكان المسلمين في مجتمع أوسع لا يقوم على المبادئ الإسلامية. كرر إقبال أفكاره في خطابه عام 1932، وخلال مؤتمر المائدة المستديرة الثالث.